# Hans Erhart Tüsch

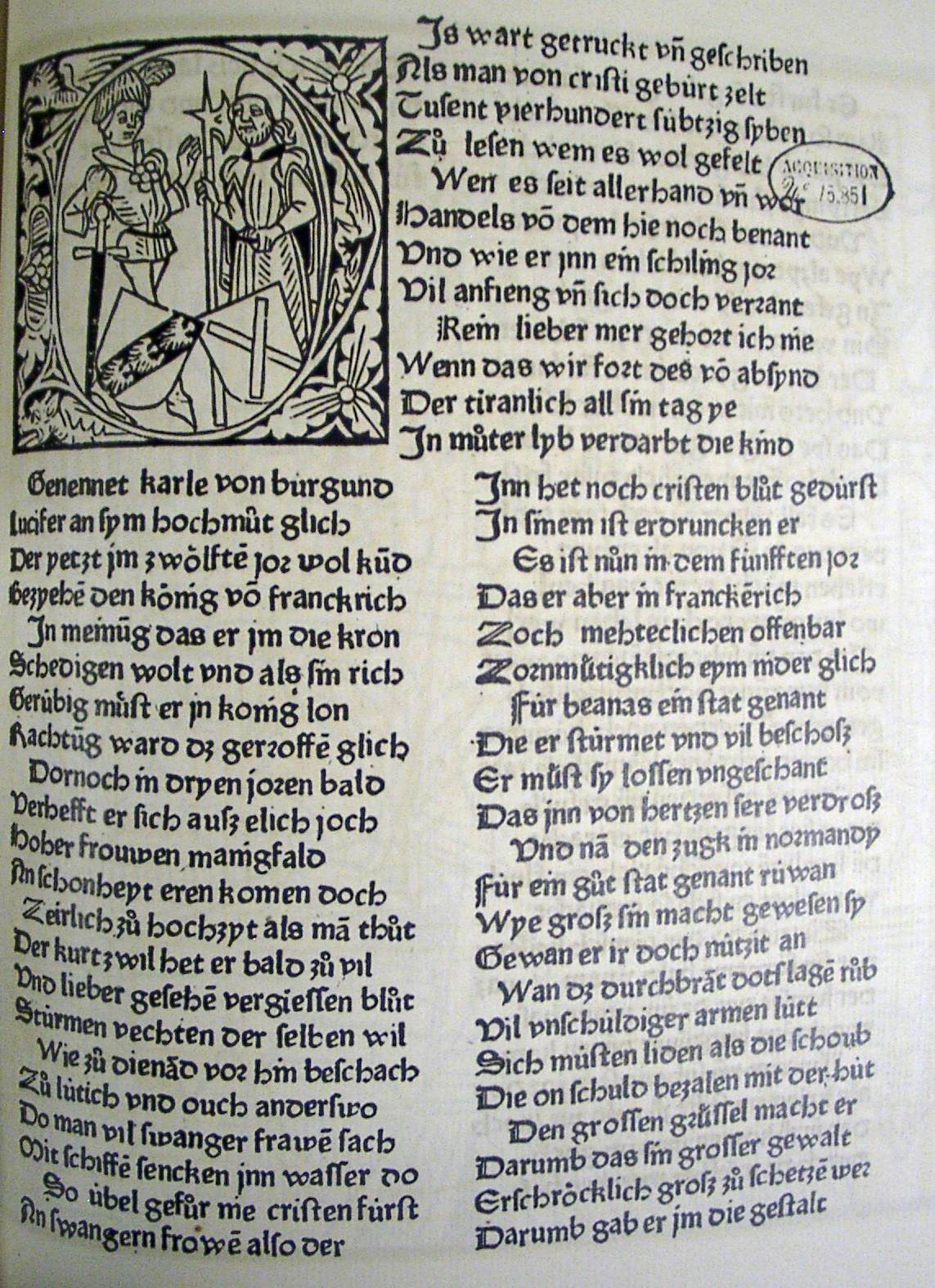
Textbeginn der Burgundischen Historie

Hans Erhart Tüsch (auch Hans Erhart Düsch; † 4. Viertel 15. Jahrhundert oder Anfang 16. Jahrhundert) war der Straßburger Verfasser der Burgundischen Historie und drei kleinerer Dichtungen.
Von seiner Biographie ist nur sehr wenig bekannt. 1460 gab er das Straßburger Bürgerrecht auf. 1475 erweisen ihn aber zwei Briefe – an seine Frau Eva und an den Straßburger Jakob Ber – als Teilnehmer des Straßburger Aufgebots im Rahmen der Burgunderkriege. Daneben hat er nach Schneider auch Briefe mindestens in noch einem anderen Korrespondenzband des Straßburger Stadtarchivs (AA 274) geschrieben. Nach 1482 fehlen Lebenszeugnisse.

## Werke
- Poetischer Neumondkalender für 1466
- Burgundische Historie, gedruckt in Straßburg 1477, eine Reimchronik über die Burgunderkriege
- Poetischer Neumondkalender für 1482 (Das Clärlein)
- Reimkunststück für Sigismund Gossembrot
- Zwei Briefe aus dem Jahr 1475, Stadtarchiv Straßburg, AA 281